# Ullrich-Turner-Syndrom

Karyogramm 45,X

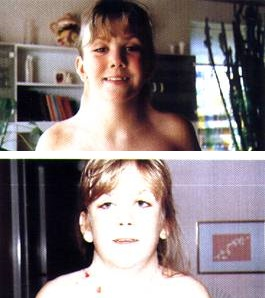
Flügelfell: Form des Halses kann beim Ullrich-Turner-Syndrom auftauchen. Das Mädchen ist vor und nach der Operation gezeigt.

Das Ullrich-Turner-Syndrom, auch nur Turner-Syndrom (UTS), Monosomie X oder Status Bonnevie-Ullrich (Bonnevie-Ullrich-Syndrom), ist eine bei Frauen auftretende Chromosomenaberration. Bei dieser besitzen (somatische) Körperzellen anstelle zweier Geschlechtschromosomen nur ein funktionsfähiges X-Chromosom.
50 % der betroffenen Frauen haben den Karyotyp 45,X (oder 45,X0), während etwa 40 % der Betroffenen ein Mosaik aufweisen, in dem sowohl Zellen mit einem als auch Zellen mit zwei oder mehr X-Chromosomen vorhanden sind.

## Erstbeschreibung und Namensgebung
1768 veröffentlichte der italienische Arzt Morgagni eine recht genaue Beschreibung einer Erkrankung, die dieselben Symptome des später beschriebenen Syndroms aufwies.
Im Jahr 1930 veröffentlichte der deutsche Kinderarzt Otto Ullrich die Beschreibung eines 8-jährigen Mädchens mit den typischen Auffälligkeiten des Ullrich-Turner-Syndroms und vermutete eine Ursache im Erbgut, weil keine Ähnlichkeit mit den Eltern bestand. Der US-amerikanische Endokrinologe Henry H. Turner (1892–1970) beschrieb 1938 dann als Erster mehrere Fälle mit auffälligen Gemeinsamkeiten und damit ein Syndrom. Erst 1959 wurde die zugrundeliegende Chromosomenanomalie erkannt. Da es Vermutungen gab, dass das von Ullrich beschriebene Mädchen vielleicht eine andere Krankheit gehabt haben könnte, machte ein Schüler Ullrichs 1987 die damals 66-jährige Frau ausfindig und bestätigte bei ihr den Karyotyp 45,X0.

## Ursache
Die Ursache des Syndroms ist eine fehlerhafte Verteilung der Geschlechtschromosomen meist während der postmeiotischen Keimzellteilung, also der Entwicklung von Spermium oder Eizelle der Eltern. Meistens findet der Fehler auf der väterlichen Seite statt, das heißt bei der Spermatogenese wird ein Spermium mit nur 22 Chromosomen gebildet (anstatt 23,X oder 23,Y). Theoretisch kann das mit allen Chromosomen passieren, es kann jedoch nur bei den Gonosomen zu einem lebensfähigen Organismus führen; allerdings enden auch 95–99 % der 45,X-Schwangerschaften mit einer Fehlgeburt. Diese Chromosomenanomalie ist die häufigste Ursache von Spontanaborten.
Entweder fehlt also in allen Zellen ein Gonosom komplett (45,X bzw. 45,X0), oder es gibt ein strukturell auffälliges X-Chromosom (das zweite X-Chromosom ist ringförmig oder verkleinert), oder es entsteht ein Mosaik mit einem sogenannten Marker Chromosom (45,X/46,X,mar) oder anderen Kombinationen (45,X/46,XX),(45,X/46,XY),(45,X/47,XXX).

## Häufigkeit
Unter 2500 Geburten von Mädchen wird eines mit einem Ullrich-Turner-Syndrom geboren. Damit gilt das Turner-Syndrom als häufigste Form der Gonadendysgenesie bei Frauen. Es wird geschätzt, dass etwa 3 % der weiblichen Embryonen eine funktionelle Monosomie X aufweisen, von denen etwa 98–99 % bereits im Verlauf der Schwangerschaft absterben, die aus diesem Grund mit einer Fehlgeburt meist innerhalb der ersten drei Schwangerschaftsmonate endet.

## Häufige Merkmale
- Pränatal (vorgeburtlich) fällt im Ultraschall häufig eine zum Teil sehr ausgeprägte Nackentransparenz auf. Die Flüssigkeitsansammlung kann sich bei schweren Formen, bei denen in der Regel ein Herzfehler – typischerweise eine Aortenisthmusstenose – vorliegt, auch als Hygroma colli, dorsonuchales Ödem oder Hydrops fetalis zeigen.
- Strang-Gonaden: nicht funktionsfähige, bindegewebig degenerierte Ovarien (Eierstöcke), sogenannte Streak-Ovarien. Die Ovarien enthalten zum Zeitpunkt der eigentlichen Menarche keine Follikel mehr und können keine Östrogene herstellen mit einer daraus resultierenden Unfruchtbarkeit.
- Gelegentliche Fehlbildungen innerer Organe, insbesondere von Herz und Aorta (häufig Aortenisthmusstenose), Nieren (Hufeisenniere, Nierenagenesie) und Harnleitern, Skelett und Bandapparat
- Schwellungen an Händen und Füßen (Lymphödem) bei Neugeborenen und Erwachsenen
- Mittelohrentzündungen im Kindesalter
- Leberflecken (gutartige Pigmentnävi) (oft besonders viele und/oder besonders große)
- flacher, schildförmiger Brustkorb, weiter Mamillenabstand
- im Nacken heruntergezogener Haaransatz
- Pterygium colli, eine zwischen dem Processus mastoideus und dem Acromion des Schulterblattes liegende flügelförmige Hautfalte am Hals
- Kleinwuchs (durchschnittliche Erwachsenengröße von ungefähr 145 cm, wobei die Körpergröße durch die Gabe von Wachstumshormonen erhöht werden kann)
- Meist verzögerte Pubertät mit Ausbleiben der spontanen Entwicklung der sekundären Geschlechtsmerkmale (Brust, Fettverteilung), was jedoch durch die Gabe weiblicher Geschlechtshormone eingeleitet werden kann
- Ausbleiben der Menstruation (Regelblutung/Periode), welche durch Hormongaben in den üblichen Zyklus gelenkt werden kann. Wegen des Fehlens der Follikel in den Ovarien bleibt die Unfruchtbarkeit aber bestehen.
- Erhöhtes Osteoporose-Risiko
- Cubitus valgus mit verstärktem Abweichen des Unterarms gegenüber dem Oberarm
- Ohrdysplasien
- Nageldysplasien
- Keratokonus (Erkrankung der Hornhaut)[9]

Bis auf die Behandlungen der Symptome ist keine Therapie möglich.
Die Intelligenz von Mädchen oder Frauen mit Ullrich-Turner-Syndrom entspricht dem Durchschnitt. Auch die Lebenserwartung ist nicht herabgesetzt. Häufig wird das UTS erst im Grundschulalter aufgrund der Wachstumsverzögerung entdeckt. Dem Kleinwuchs liegt das Fehlen der zweiten Kopie des SHOX Gens zugrunde, welches ein Transkriptionsfaktor von Genen ist, die das Wachstum regulieren. SHOX liegt in der pseudoautosomalen Region 1 (PAR1) des X-Chromosoms und ist daher nicht von der X-Inaktivierung betroffen. Beim Ullrich-Turner-Syndrom liegt damit eine Haploinsuffizienz des SHOX Gens vor, deren Behandlung mit rekombinantem Wachstumshormon erfolgen kann.
Mädchen/Frauen mit Ullrich-Turner-Syndrom können ein normales Leben führen und sich durch Hormonbehandlungen ab dem 12. Lebensjahr weitgehend alterstypisch entwickeln. Die Fertilität ist allerdings in der Regel durch die wegen des Fehlens von Follikeln nicht zum Eisprung fähigen Ovarien herabgesetzt. Zu spontanen Schwangerschaften kommt es bei 2–8 % der Frauen mit Ullrich-Turner-Syndrom. Die Wahrscheinlichkeit für eine spontane Schwangerschaft ist am höchsten beim Vorliegen eines X0/XX-Mosaiks; allerdings sind auch spontane Schwangerschaften bei Frauen mit X0/XY-Mosaik oder einer reinen Monosomie X beschrieben. Künstliche Befruchtung (in-vitro-Fertilisation) kann versucht werden, führt aber häufig aufgrund fehlender Eizellen nicht zum Erfolg. Am erfolgsversprechendsten ist eine Behandlung per Eizellspende, was aber derzeit in Deutschland verboten ist.
Schwangerschaften bei Frauen mit Ullrich-Turner-Syndrom sind mit einem erhöhten Risiko für Mutter und Kind verbunden. Das Risiko für Fehlgeburten und kindliche Fehlbildungen ist erhöht. Frauen mit Ullrich-Turner-Syndrom haben ein hohes Risiko, im Zusammenhang mit Schwangerschaft und Geburt eine lebensbedrohliche Aortendissektion zu erleiden, weshalb eine intensive Überwachung der Schwangerschaft erforderlich ist.
Obwohl 98 % der betroffenen Embryonen noch im Mutterleib sterben, ist das Ullrich-Turner-Syndrom der einzige Fall, der bei einer Unterzahl an Chromosomen eine Entwicklung zulässt. Dies ist der doppelten Gen-Aktivität des X-Chromosoms zuzuschreiben, die bei Männern die mangelnde Gen-Aktivität des Y-Chromosoms ausgleicht. Auch eine Behandlung der Fehlbildungen ist möglich, wie etwa durch die Gabe von Wachstumshormonen zur Vermeidung eines Kleinwuchses. Das Wachstumshormon wird dem betroffenen Kind circa ab dem 4. Lebensjahr täglich injiziert, um Kleinwuchs zu mindern. Für diese Therapie gibt es jedoch keine absolute Erfolgsgarantie.
Normalerweise wird ab dem zwölften Lebensjahr eine Behandlung mit den weiblichen Geschlechtshormonen (Östrogenen) durchgeführt, welche die Brustbildung einleiten sollen.
Später kommen noch die Progesterone hinzu, welche zum Einsetzen der Regelblutung führen.